# Bells of Doom
Bells of Doom è una raccolta della band Therion pubblicata dal fan club ufficiale del gruppo, il Therion Society, nel 2001.

## Tracce
1. Blitzkrieg - "Rockn' Roll Jam"
2. Blitzkrieg - "Scared to Death (Excerpt)"
3. Therion - "Bells of Doom"
4. Therion - "Macabre Declension"
5. Therion - "Paroxysmal Holocaust"
6. Therion - "Outro"
7. Therion - "Ravaged"
8. Therion - "Black (demo)"
9. Therion - "Melez (demo)"
10. Therion - "Path of the Psychopath"

## Formazione
- Christofer Johnsson - chitarra e voce
- Kristian Niemann - chitarra
- Johan Niemann - basso
- Sami Karppinen - batteria